# Caso Hello Kitty
Il caso Hello Kitty (Hello Kitty藏屍案T, Hello Kitty cáng shī ànP) ha avuto luogo a Hong Kong nella primavera del 1999, quando una hostess di un nightclub è stata rapita e torturata in un appartamento a Tsim Sha Tsui, dopo aver rubato un portafoglio di proprietà di uno dei suoi clienti abituali. Fan Man-yee (樊敏儀, 23 anni) è stata tenuta prigioniera da tre uomini e una ragazza di 14 anni, prima di morire il 15 aprile 1999. Il suo corpo è stato poi decapitato e il suo cranio posto all'interno di un peluche di Hello Kitty, che ha dato il nome al caso di omicidio.

## Antefatto
Nata nel 1975, Fan Man-yee fu abbandonata dalla sua famiglia da bambina e affidata ad un orfanotrofio per sole ragazze. Dopo aver compiuto 16 anni, dovette lasciare la struttura per via del limite di età. Priva di alcun tipo di sostegno, Fan sviluppò presto una tossicodipendenza. Per sopravvivere, fu costretta a prostituirsi in strada fino all'età di 21 anni, quando riuscì a trovare lavoro in un bordello. Qui incontrò uno dei suoi clienti, anch'egli tossicodipendente, che sposò nel 1996. La ragazza diede alla luce loro figlio due anni dopo, non molto tempo prima del suo omicidio. Secondo quanto riportato dai vicini, il marito di Fan Man-yee era noto per la sua violenza: i continui litigi della coppia e le urla del bambino provenienti dal loro appartamento erano diventati fonte di disturbo per gli altri inquilini. Decisa a cambiare vita per proteggere il figlio, Fan abbandonò la droga e la prostituzione, divorziò dal marito e trovò lavoro come cameriera in un altro bordello. A causa di questi sacrifici, aveva un reddito molto basso e faticava a mantenere se stessa e la sua famiglia.

## Rapimento
Chan Man-lok (陳文樂), un membro della Triade di 34 anni, era uno dei clienti abituali di Fan al bordello. All'inizio del 1999, Fan rubò il portafoglio di Chan, che conteneva circa HK$ 4 000 (circa US$ 500). Quando Chan si rese conto di cosa fosse successo, chiese a Fan di restituire i soldi oltre a un risarcimento di HK$ 10 000. Fan restituì immediatamente il denaro rubato, ma ebbe bisogno di più tempo per saldare il debito aggiuntivo.
Il 17 marzo 1999, Fan fu rapita nel quartiere Kwai Chung da Chan Man-lok e i suoi complici: Leung Wai-lun (梁偉倫, 21 anni), Leung Shing-cho (梁勝祖) e Lau Ming-fong (劉明芳, pseudonimo Ah Fong, 14 anni). Il gruppo portò Fan in un appartamento al numero 31 di Granville Road, a Tsim Sha Tsui, dove rimase imprigionata per un mese. Inizialmente, Chan aveva intenzione di fare soldi con Fan vendendola ad altri uomini.

## Abusi
Durante la sua prigionia, Fan fu torturata e violentata ripetutamente. Secondo una fonte, la ragazza veniva spesso picchiata con sbarre di metallo, talvolta mentre era appesa e usata come sacco da boxe. In una occasione, fu presa a calci in testa per oltre cinquanta volte. Sulle sue ferite vennero strofinate spezie e le sue gambe e i suoi piedi vennero bruciati con cera di candela e plastica calda in modo che non potesse camminare. Fu costretta a consumare feci e urina umane, e obbligata a sorridere ed esprimere apprezzamenti per le percosse; se rifiutava, le torture erano ancora più dure. Questo trattamento portò la giovane ad uno shock traumatico e, alla fine, alla morte.
Fan morì il 15 aprile 1999 a causa delle ferite subite. Alcune fonti affermano che sia morta mentre i suoi rapitori erano fuori, mentre altri affermano che sia morta durante la notte. Dopo aver trovato il corpo di Fan, i suoi rapitori smembrarono e bollirono i resti; il suo cranio fu poi cucito all'interno di un peluche di Hello Kitty, mentre il resto del corpo venne scartato. Solo il suo cranio, un dente e alcuni organi interni vennero recuperati in un sacchetto di plastica, dopo che Lau condusse la polizia sul luogo del delitto, il 24 maggio 1999.

## Processo
Dopo un processo durato oltre sei settimane, i tre uomini sono stati condannati per omicidio colposo. Sebbene non sia stata in grado di stabilire un'eventuale premeditazione, la giuria ha comunque determinato che la ragazza fosse morta a causa dei loro abusi. Lau ha testimoniato al processo in cambio dell'immunità.
Il giudice Peter Nguyen, che ha condannato il trio all'ergastolo con possibilità di libertà condizionale, ha dichiarato: "Mai a Hong Kong negli ultimi anni un tribunale ha sentito parlare di tale crudeltà, depravazione, insensibilità, brutalità, violenza e malvagità". Le perizie psichiatriche hanno descritto i tre come "senza rimorso".
Nel 2004, Leung Shing-cho ha presentato domanda d'appello contro la sentenza e ha ricevuto uno sconto di pena a 18 anni di carcere. L'uomo è stato rilasciato nel 2011, ma è stato arrestato e condannato nuovamente a 12 mesi di carcere nell'agosto 2022 per aver aggredito sessualmente una bambina di 10 anni.

## Conseguenze
La pubblicità intorno al caso ha portato alla produzione e all'uscita di film inerenti alla storia. Sia Human Pork Chop (烹屍之喪盡天良) che There is a Secret in my Soup sono stati pubblicati nel 2001.
Il condominio in cui è avvenuto il delitto è stato demolito nel settembre 2012, per poi essere ricostruito come albergo nel 2016.

### Esplicative
1. ↑  Un quarto partecipante, la quattordicenne Ah Fong (阿 芳) testimoniò contro gli altri tre autori in cambio dell'immunità.

### Bibliografiche
1. 1 2 3 4 5 6 7  (EN) Katie Serena, The Story Of Hong Kong’s Notorious “Hello Kitty Murder”, su All That's Interesting, 1º agosto 2019. URL consultato il 23 gennaio 2022.
2. ↑  (EN) Eliza J., Hello Kitty Murders, su lightsonpod.medium.com, 29 settembre 2021.
3. ↑  (EN) Hello Kitty Murder, su crimetheoriespodcast.com. URL consultato il 18 agosto 2022.
4. 1 2  (EN) Abeni Moreno, Why is the gruesome Hello Kitty murder one of the scariest true crime tales ever?, su Film Daily, 28 ottobre 2021. URL consultato il 23 gennaio 2022.
5. 1 2  (EN) Hksar v Chan Man Lok And Another - Case Law - VLEX 845286061, su web.archive.org, 1º gennaio 2023. URL consultato l'11 gennaio 2023 (archiviato dall'url originale il 1º gennaio 2023).
6. ↑  (ZH) 妙齡女郎慘遭殘酷碎尸  三名疑犯陸續落網, su web.archive.org, 11 ottobre 2000. URL consultato il 13 aprile 2023 (archiviato dall'url originale il 25 luglio 2011).
7. ↑  (EN) Trio sentenced to life in jail for gruesome killing in H.K Asian Economic News - Find Articles, su web.archive.org, 27 maggio 2007. URL consultato il 13 aprile 2023 (archiviato dall'url originale il 27 maggio 2007).
8. ↑  (EN) 'Hello Kitty' Murder Case Horrifies Hong Kong, in The Washington Post, 9 dicembre 2000, ISSN 0190-8286 (WC · ACNP).
9. ↑  (EN) Life for 'Hello Kitty' Killers, su abcnews.go.com, 6 dicembre 2000. URL consultato il 1º ottobre 2016.
10. ↑   Ex-convict of Hello Kitty murder case jailed a year for indecent assault on girl, su thestandard.com.hk, 15 agosto 2022.
11. ↑   Dave J. Wilson, Human Pork Chop (2001) and the Hello Kitty Murder, su cinematicshocks.com, 23 giugno 2014. URL consultato il 22 marzo 2021.
12. ↑  (EN) Cat McAuliffe, The 'Hello Kitty Murder' Remains One Of The Most Disturbing Cases In Hong Kong's History, su Ranker, 12 settembre 2022. URL consultato il 13 febbraio 2022.